# In the Aeroplane Over the Sea
In the Aeroplane Over the Sea é o segundo álbum da banda norte-americana Neutral Milk Hotel. Foi lançado em 10 de fevereiro de 1998 pela Merge Records.
Jeff Mangum, vocalista da banda, se mudou de Athens, Georgia para Denver, Colorado para preparar o material do álbum com o produtor Robert Schneider, do The Apples in Stereo, em seu estúdio.
O álbum foi o sexto disco de vinil mais vendido em 2008.

## Temática
In the Aeroplane Over the Sea é amplamente considerado como inspirado pela vida de Anne Frank, devido às letras com aparentes referências a ela, com trechos que referenciam sua data de nascimento e de falecimento. Ainda que a banda nunca tenha afirmado que o álbum é realmente sobre Anne Frank, é uma teoria popular entre fãs, e Jeff Mangum mencionou a influência que seu diário teve em suas obras. Em um concerto, ele confirmou que "Holland, 1945" era sobre Frank.

## Arte do álbum

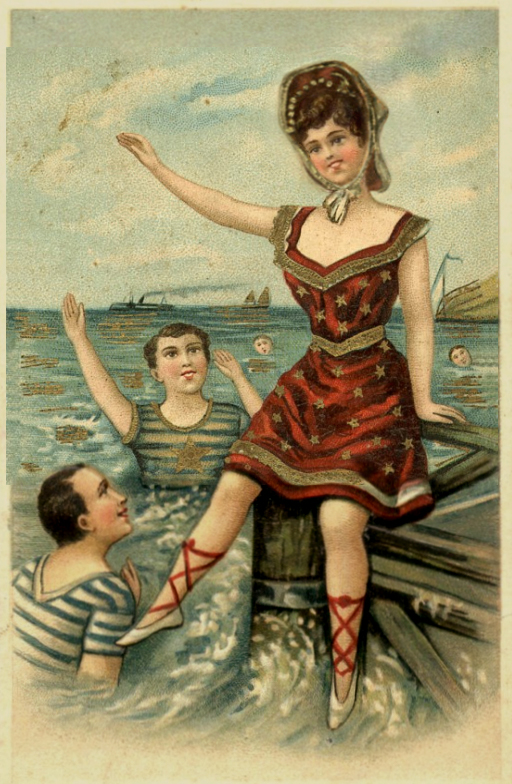
Chris Bilheimer alterou um cartão-postal para produzir a capa.

A icônica capa do álbum foi uma colaboração entre Mangum e o diretor de arte da banda R.E.M., Chris Bilheimer. O design reflete os gostos de Mangum; Bryan Poole, do of Montreal, disse que "Mangum sempre gostou desse tipo de imagem vintage, mágica e circense." Uma imagem em particular que Mangum mostrou para Bilheimer foi um antigo cartão-postal de origem alemã que retratava jovens se banhando em um resort, que então foi digitalmente alterada por Bilheimer para dar origem à capa oficial. O designer também fez um encarte em formato standard para as letras das faixas do álbum, além de colaborar para a escolha do título de uma delas; Jeff Mangum queria usar "Holland" ou "1945" para o nome da canção, e Bilheimer sugeriu que ele usasse ambos.

## Recepção da crítica
| Críticas profissionais | Críticas profissionais |
| Avaliações da crítica  | Avaliações da crítica  |
| Fonte                  | Avaliação              |
| ---------------------- | ---------------------- |
| About.com              | [ 7 ]                  |
| Allmusic               | [ 8 ]                  |
| Pitchfork Media        | (10.0/10)              |
| Sputnikmusic           | [ 9 ]                  |
| Tiny Mix Tapes         | [ 10 ]                 |

As avaliações iniciais de In the Aeroplane Over the Sea foram mistas. Uma resenha publicada no College Music Journal chamou o álbum de "Um marco no pop e no lo-fi" e citou "Holland, 1945" como um destaque. Christian McDermott, da Pitchfork, deu a nota 8.7 de 10, se referindo a Neutral Milk Hotel como "uma banda de rock psicodélico que faz músicas que, ao mesmo tempo, prendem a atenção e assustam" e disse que o álbum "desempenha um bom trabalho em misturar Sgt. Pepper's com o lo-fi do início dos anos 90". Uma resenha de Ben Ratliff na Rolling Stone foi mais negativa: "Infelizmente, Mangum foi direto ao curso avançado em aura e textura sonora, pulando o treino básico de forma e auto-avaliação. [...] Ele canta alto, forçando os limites de uma voz sem emoção. [...] Para aqueles não completamente encantados por seu charme folk, "Aeroplane" é fraco e disperso".
Jason Ankeny, do Allmusic, se referiu ao álbum como "lo-fi porém luxuoso, impenetrável porém inteiramente acessível, In the Aeroplane Over the Sea é ou o trabalho de um gênio ou de um completo louco, com a realidade provavelmente estando entre os dois." Ankeny também elogiou os vocais de Mangum, os definindo como "muito mais emotivos" do que em On Avery Island, mas criticou as letras, dizendo que "enquanto Jeff Mangum solta suas palavras com a intensidade de metralhadora de um jovem Bob Dylan, as canções são abstratas demais para serem inteiramente absorvidas - In the Aeroplane Over the Sea é indiscutivelmente uma declaração, mas resta à interpretação individual decifrar o que ela significa."
Resenhas seguintes publicadas na Pitchfork e Rolling Stone foram mais positivas; esta última deu ao álbum quatro de cinco estrelas em The Rolling Stone Album Guide, com o crítico Roni Sarig escrevendo que "Mangum juntou algo que soa como uma banda de verdade, resultando em uma sonoridade muito mais rica e orgânica [que On Avery Island]. A composição lírica floresceu para muito além dos limites da  Elephant 6 (ou do indie rock como um todo), com Mangum recortando um pop transcendental e atemporal impregnado de um século de música americana (das marchas de funeral ao punk)". Sarig também elogiou o álbum pelas suas "melodias irresistíveis, dedilhados passionais e letras que raramente soam difusas mesmo quando não têm sentido."  A Pitchfork, em uma crítica de 2005 escrita por Mark Richardson, deu ao álbum a pontuação máxima. Richardson louvou as letras diretas e estilo "caleidoscópico". PopMatters nomeu uma reedição do álbum como uma das melhores de 2005, e afirmou que "Aeroplane é um manifesto por uma forma diferente de se produzir música pop. Ouvir 'Two-Headed Boy' em 2005 é perceber que a arte de Mangum é simplesmente a habilidade de compor maravilhosamente. A maioria do álbum adiciona uma mistura engenhosa de acordeão, órgão, instrumentos de sopro, guitarras difusas e mais aleatoriedades gloriosas".
O líder do Arcade Fire, Win Butler, nomeou Aeroplane como uma das principais razões para sua banda ter assinado contrato com a Merge Records. Jesse Lacey, do Brand New, se referiu a In the Aeroplane Over the Sea como "o melhor álbum já feito", e fez versões de "Holland, 1945", "Oh Comely", e "Two-Headed Boy, Part Two" ao vivo. Em 2010, o dueto norte-americano Dresden Dolls fez um cover de "Two-Headed Boy" e, no mesmo ano, um grupo chamado Neutral Uke Hotel fez turnês tocando versões cover em ukelele de todas as faixas do álbum.

## Lista de faixas
Todas as faixas foram compostas por Jeff Mangum, exceto quando especificado. Os arranjos de trompete foram compostos por Robert Schneider e Scott Spillane.
| N.º            | Título                                   | Compositor(es)                                            | Duração |  |
| 1.             | "The King of Carrot Flowers, Pt. 1"      |                                                           | 2:00    |  |
| 2.             | "The King of Carrot Flowers, Pts. 2 & 3" | Jeremy Barnes, Julian Koster, Jeff Mangum, Scott Spillane | 3:06    |  |
| 3.             | "In the Aeroplane Over the Sea"          |                                                           | 3:22    |  |
| 4.             | "Two-Headed Boy"                         |                                                           | 4:26    |  |
| 5.             | "The Fool"                               | Spillane                                                  | 1:53    |  |
| 6.             | "Holland, 1945"                          |                                                           | 3:15    |  |
| 7.             | "Communist Daughter"                     |                                                           | 1:57    |  |
| 8.             | "Oh Comely"                              |                                                           | 8:18    |  |
| 9.             | "Ghost"                                  |                                                           | 4:08    |  |
| 10.            | "Untitled"                               |                                                           | 2:16    |  |
| 11.            | "Two-Headed Boy Pt. Two"                 |                                                           | 5:13    |  |
| Duração total: | Duração total:                           | Duração total:                                            | 39:55   |  |

## Integrantes

#### Neutral Milk Hotel
- Jeff Mangum – guitarra, vocais, organ, tom-tom, baixo, direção de arte
- Jeremy Barnes – bateria, órgão
- Julian Koster – órgão Wandering Genie, Banjo, acordeão, ruído branco
- Scott Spillane – trompete, trombone, fliscorne, eufônio, arranjos musicais

#### Músicos participantes
- Robert Schneider – órgão, backing vocals, piano, arranjos
- Laura Carter – zanzitofone (faixas 1, 5, 9)
- Rick Benjamin – trombone (faixas 6, 9)
- Marisa Bissinger – saxofone (faixas 6, 9), fliscorne (faixas 7, 9)
- James Guyatt – percussão
- Michelle Anderson – gaita irlandesa (faixas 6, 10)

#### Créditos adicionais
- Chris Bilheimer – direção de arte
- Brian Dewan - ilustrações

## Curiosidades
O álbum é citado em Will Grayson, Will Grayson.

## Leituras adicionais
- Jim DeRogatis (2003). Turn On Your Mind: Four Decades of Great Psychedelic Rock. Milwaukee: Hal Leonard Corporation. ISBN 0-634-05548-8
- Max Heath (28 de abril de 2008). «Transience and Transcendence in the Aeroplane Over the Sea». Glorious Noise. Consultado em 8 de abril de 2010